# Національний аерокосмічний університет «Харківський авіаційний інститут»
Національний аерокосмічний університет «Харківський авіаційний інститут» — державний вищий навчальний заклад IV рівня акредитації, підпорядкований Міністерству освіти і науки України та розташований у Харкові, займає окрему територію міста в лісопарковій зоні (сел. Литвинівка) площею близько 25 га, на якій розташовано 8 навчальних корпусів, 2 науково-дослідних інститути, наукові лабораторії, бібліотека, студентське містечко, спорткомплекс, профілакторій «Авіатор», їдальні.

## Історія
Історія університету «ХАІ» почалася зі створення в 1912 році за ініціативою професора Георгія Федоровича Проскури авіасекції на кафедрі гідромеханіки Харківського технологічного інституту (ХТІ) (нині ХПІ)..
4 серпня 1923 року колегія Укрголовпрофосвіти позитивно розглянула питання про відкриття авіаспеціальности в Харківському Технологічному інституті (ХТІ). На механічному факультеті відкрилося авіаційне відділення. У першій групі навчалося усього 5 студентів. Трохи пізніше з'явилася друга група, де було вже 18 осіб.
Чимраз більший інтерес до проблем авіації й авіаційної освіти сприяв тому, що до викладання нових теоретичних дисциплін з авіації були залучені значні спеціалісти. Крім професора Г. Ф. Проскури став читати лекції з курсу «Авіадвигуни» професор В. Т. Цвєтков. Поступово складався колектив викладачів, здатних провадити підготовку авіаційних інженерів. У 1928 році в ХТІ відбувся перший випуск інженерів з авіаційної спеціальності.

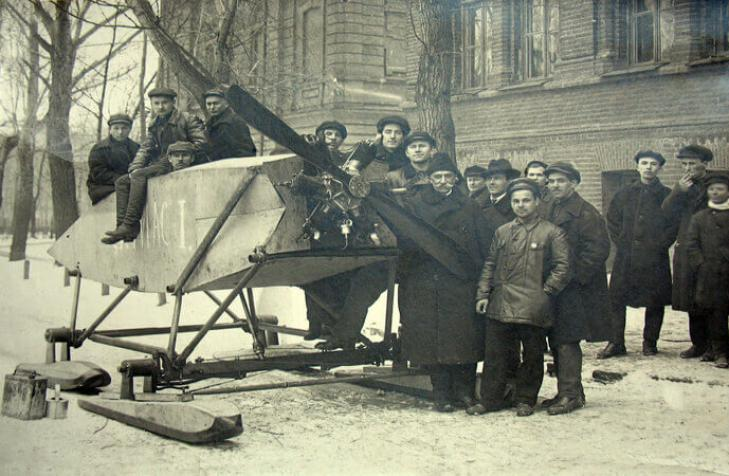
Г. Ф. Проскура зі студентами авіаційного відділення Харківського технологічного інституту (нині ХПІ), з якого в 1930 році з'явився ХАІ.

Харківський авіаційний інститут (ХАІ) засновано 1930 на базі авіавідділу Харківського політехнічного інституту. З самого початку він мав у своєму складі два факультети — літакобудування й моторобудування, тоді в ХАІ було всього 12 викладачів і 69 студентів. Біля початків створення ХАІ стояв відомий вчений, учень М. Є. Жуковського, професор (згодом академік) Георгій Федорович Проскура, який за своє життя був нагороджений не тільки за внесок в розвиток авіації, а й, наприклад, за створення унікальної гідротехнічної системи при будівництві каналу «Волга-Москва».
Його ім'ям названа вулиця в районі селища Литвинівка в місті Харкові (вулиця, на якій розташований нинішній національний аерокосмічний університет «ХАІ»).

### 1930-ті

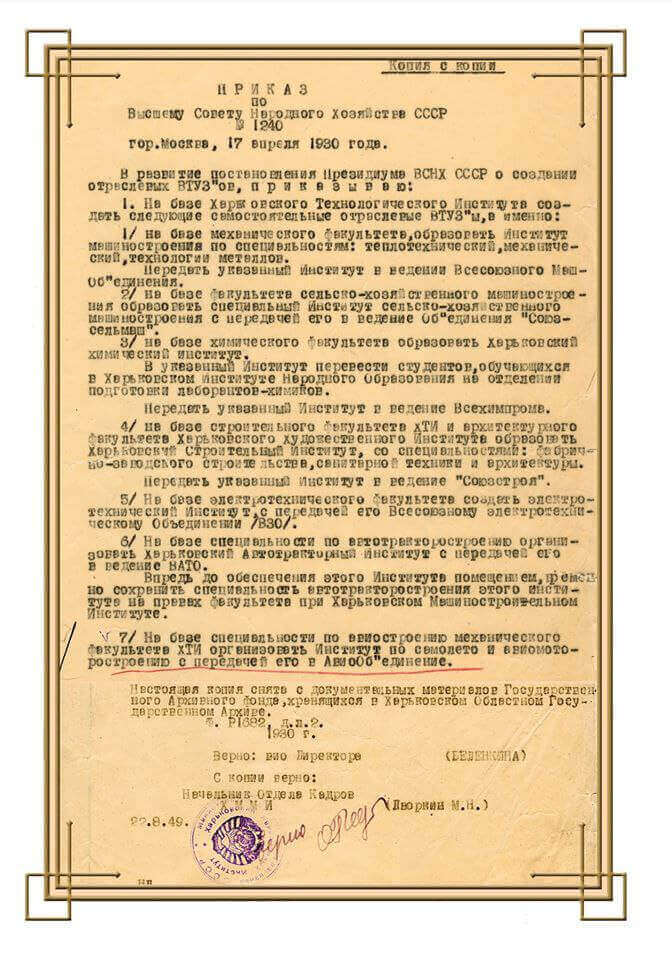
Наказ № 1240 про створення ХАІ

17 квітня 1930 був опублікований наказ № 1240 Вищої ради народного господарства СРСР про реорганізацію Харківського технологічного інституту та створення на його базі шести галузевих вишів: машинобудівного, хімічного, електротехнічного, інженерно-будівельного, сільськогосподарського машинобудування та авіаційного. Головному інженеру Харківського авіазаводу Григорію Юхимовичу Петрову (Горбенко) було запропоновано очолити новий інститут. 1 червня 1930 року він розпочав виконання своїх нових обов'язків. Підготовка авіаційних фахівців у ХАІ велася за такими спеціальностями:
- «інженер-конструктор з літакобудування»,
- «інженер-конструктор з моторобудування»,
- «інженер-технолог з літакобудування і моторобудування».

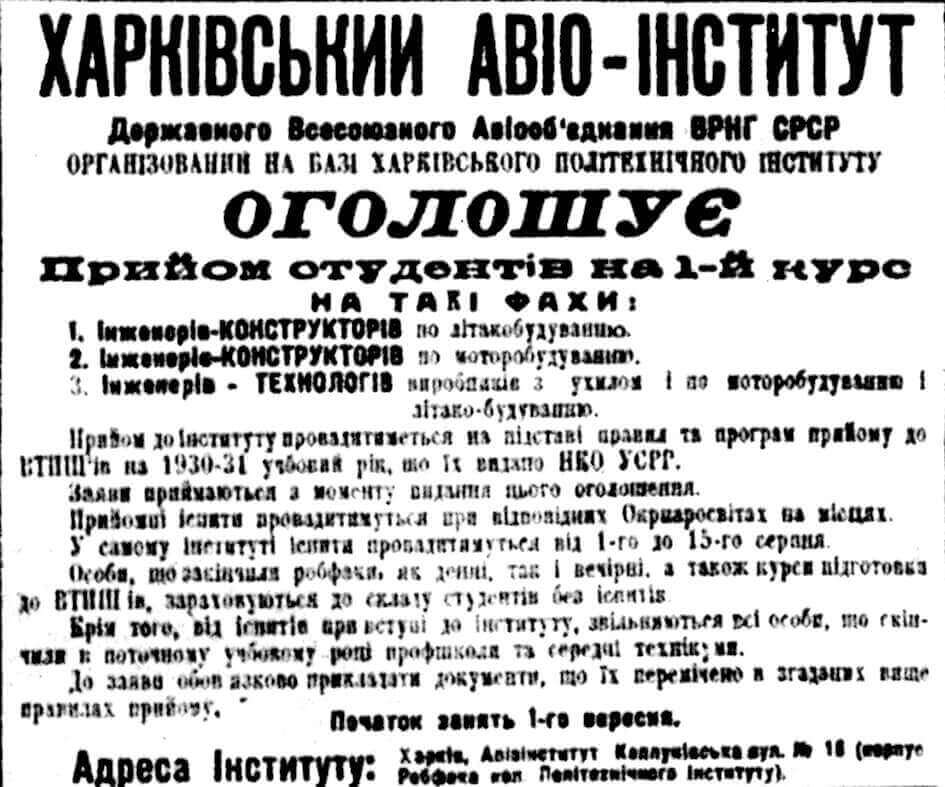
Оголошення про перший набір студентів ХАІ в 1930 р.

Другий директор ХАІ Андрій Омелянович Медведер (1903—1935) — дійсно унікальний випадок в історії ВНЗ СРСР: з 1931 по 1932 рік він був директором ХАІ й одночасно студентом третього курсу факультету літакобудування. У 1935 році він трагічно загинув під час випробування літного човна МТБ-1.
У 1932-му під керівництвом професора кафедри конструкції літаків Йосипа Григоровича Німана ініціативна група співробітників і студентів ХАІ створили проєкт швидкісного літака, який отримав назву «ХАІ-1». Це був перший у Європі пасажирський літак, шасі якого прибиралося в польоті, що забезпечило літаку «ХАІ-1» рекорд швидкості. На вітчизняному двигуні М-22, потужністю 480 к.с. він показав швидкість — 322 км/год, за цим показником він посів перше місце в Європі та друге у світі. За період з 1934-го по 1937 рік на Київському авіазаводі було побудовано понад 40 таких машин і в передвоєнні роки ХАІ-1 став наймасовішим пасажирським літаком країни. Досягнення в цій області послужили поштовхом для створення в ХАІ дослідно-конструкторського бюро.

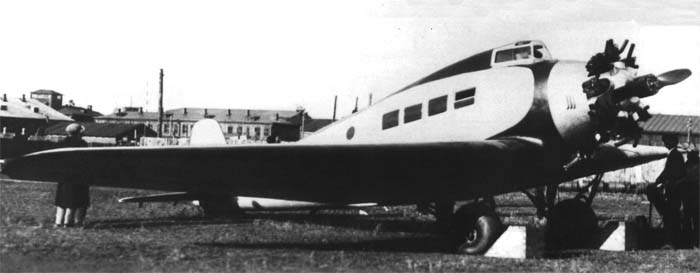
Літак ХАІ-1

З 1936 по 1938-й на базі літака ХАІ-1 створюється «ХАІ-5», модифікація якого бомбардувальник «ХАІ-5 — Р10» активно використовувався під час Другої світової війни як розвідник і ближній бомбардувальник, аж до 1943 року. Всього було побудовано 490 таких машин.
В 1934 році вперше піднявся в повітря планер «Осавіахімовець України» або «ХАІ-4», створенням якого керував Павло Георгійович Беннінг. Саме ним була запропонована унікальна система гідравлічного зв'язку між переднім і заднім шасі, яка давала можливість одночасно прибирати й випускати три колеса в польоті. Паралельно з цим велися розробки планера «Осавіахімовець ХАІ», якому судилося увійти в історію світової авіації. Саме на ньому льотчик Рижков вперше у світі здійснив фігури вищого пілотажу на планері, виконавши (просимо звернути особливу увагу на цю цифру) 26 мертвих петель, одна з яких — з виходом у зворотному напрямку.
Влітку 1934 року в ХАІ створюється двомісний планер-бесхвостка «ХАІ-2», що має ім'я Павла Постишева. А два місяці по тому, на десятих Всесоюзних планерних змаганнях у Коктебелі, «ХАІ-2» поставив рекорд серед планерів свого класу, протримавшись у повітрі 58 хвилин.
На зворотному шляху до Харкова планер ставить ще один рекорд: пілотований льотчиком Леонідом Рожковим планер пролетів 4,5 години на буксирі від Криму до Харкова без жодної посадки.
У 1935 році інженер ХАІ, а в майбутньому генеральний конструктор, Архип Михайлович Люлька, розробив і спроєктував перший вітчизняний турбореактивний двигун РТД-1.
У 1935 році студенти ХАІ Фіщук, Стасюк і Косухін створили проєкт «літаючі крила», що давали можливість людині, яка вистрибнула з літака, здійснювати політ, який планує. Сьогодні даний проєкт втілений у життя під назвою «реактивний ранець».

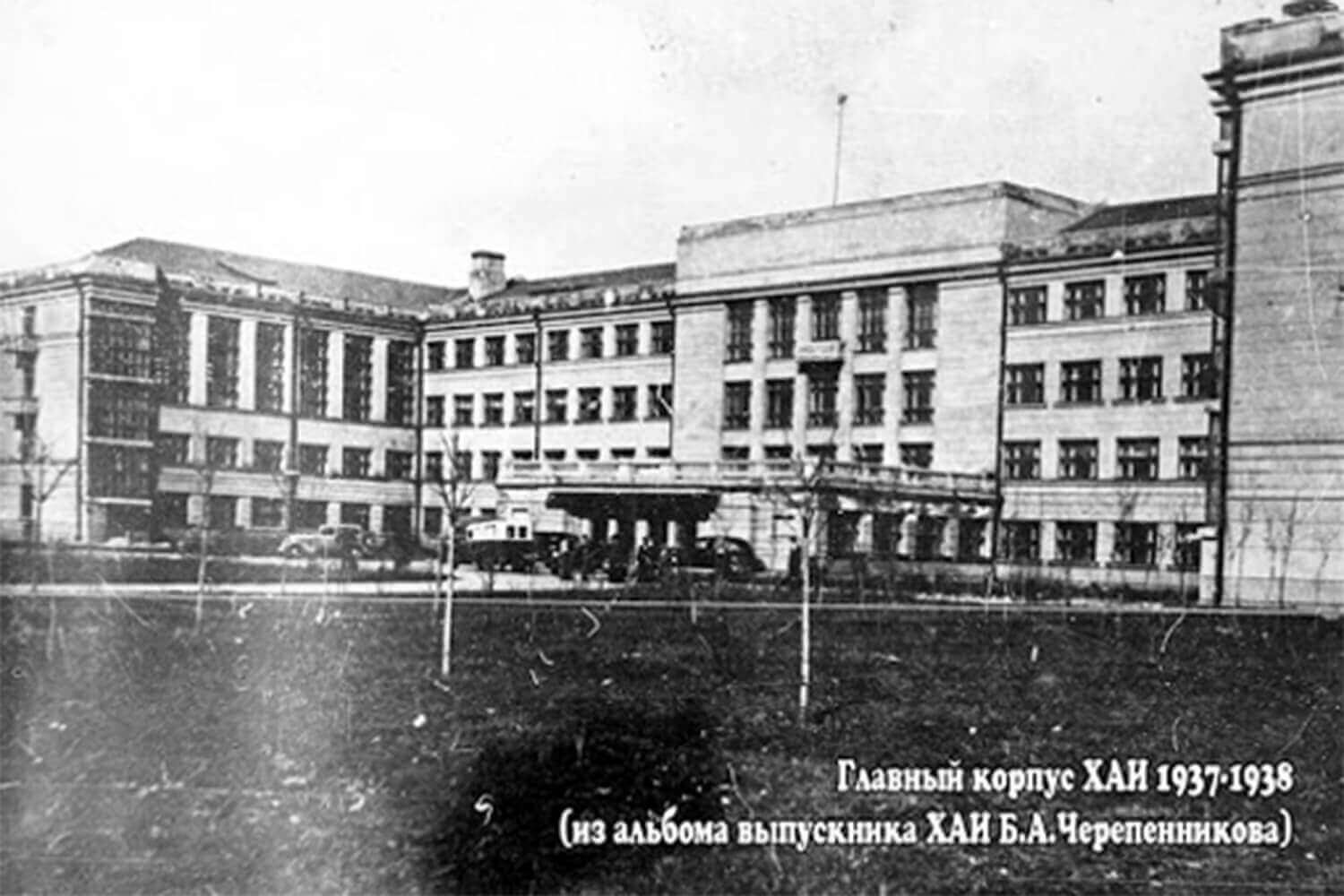
Головний корпус ХАІ 1937—1938 рр.

10 листопада 1937 року під керівництвом академіка Г. Ф. Проскури об'єднується група вчених, інженерів і студентів, яка займається питаннями вивчення ракетної тяги, конструює і запускає перші ракети. 19 вересня 1940 року ентузіастами реактивної групи, поблизу села Черкаська Лозова під Харковом була запущена порохова ракета № 2. Цієї історичної події присвячена меморіальна дошка на Літаковому корпусі ХАІ.
У 1939 році команда Харківського авіаційного інституту брала участь у міжнародних заочних стрілецько-спортивних змаганнях, організованих Англійською асоціацією стрілецьких клубів. Від стрільців СРСР виступало 45 команд. Команда ХАІ зайняла 1-ше місце по Україні, 10-те місце в СРСР і 12-те місце у світі.
У ній брав участь випускник ХАІ 1941 року Борис Олексійович Хохлов, у майбутньому викладач ХАІ, а потім головний інженер і генеральний директор Харківського авіаційного виробничого об'єднання. Лауреат Державної премії СРСР. Саме під його керівництвом на ХАЗі будуть випускатися такі всесвітньо відомі лайнери, як ТУ-104, Ту-124 і Ту-134, а також розпочато роботи з підготовки до виробництва нового покоління АНів, літаків — Ан-72 і Ан-74.

### Роки Другої світової війни
У зв'язку з окупацією Харкова інститут був евакуйований у Казань і продовжував готовити фахівців для авіаційної промисловості. В 1944 р., відразу після звільнення міста, інститут був повернутий у Харків.
16 серпня 1943 року бійці 285-го гвардійського полку одними з перших увірвалися в окупований Харків, вибили німців з району ХАІ. Полком командував 29-річний майор Григорій Рудик. Пройшовши територію ХАІ, вони вийшли в район Гідропарку (Шкіряний — під час війни Цегельний завод). Там майор Рудик загинув. Залишилися син і дружина. Іменем майора Григорія Рудика названа вулиця в Лісопарку. По суті, це та людина, яка командувала визволенням ХАІ й сел. Литвинівка.

### Повоєнні роки в СРСР
Відновлення зруйнованих корпусів ХАІ тривало майже 8 років. В 1966 р. ХАІ був включений у число 26 базових вищих навчальних закладів СРСР.
У червні 1967 року студентами ХАІ був побудований і успішно випробуваний унікальний літак ХАІ-20, відзначений нагородами ВДНГ СРСР. Два роки по тому в ХАІ створюється гібколет ХАІ-21, прообраз нинішніх мотодельтапланів. ХАІ-21 з успіхом демонструвався на виставках у США і Канаді.
У 1977 році видатний Генеральний конструктор Олег Костянтинович Антонов стає завідувачем кафедри конструкції літаків ХАІ (кафедра 103).
31 березня 1978 року Харківському авіаційному інституту за величезний внесок у справу підготовки авіаційних фахівців присвоюється ім'я теоретика повітроплавання «батька вітчизняної авіації» М. Є. Жуковського.

У 1980 р. ХАІ був нагороджений Орденом Леніна

У 1980 р. ХАІ був нагороджений Орденом Леніна. У 80-х рр. ХХ ст. відкриті факультети підвищення кваліфікації для працівників авіаційно-космічної промисловості й факультет довишівської підготовки.
14 квітня 1990 року в ХАІ зіграла свою першу гру і здобула свою першу перемогу легендарна команда КВК ХАІ, яка в середині 90-х не тільки завоювала чемпіонський титул КВК і Кубок чемпіонів, а і єдина в Клубі веселих і кмітливих отримала титул «Кращої команди КВК десятиліття»

### Роки незалежної України

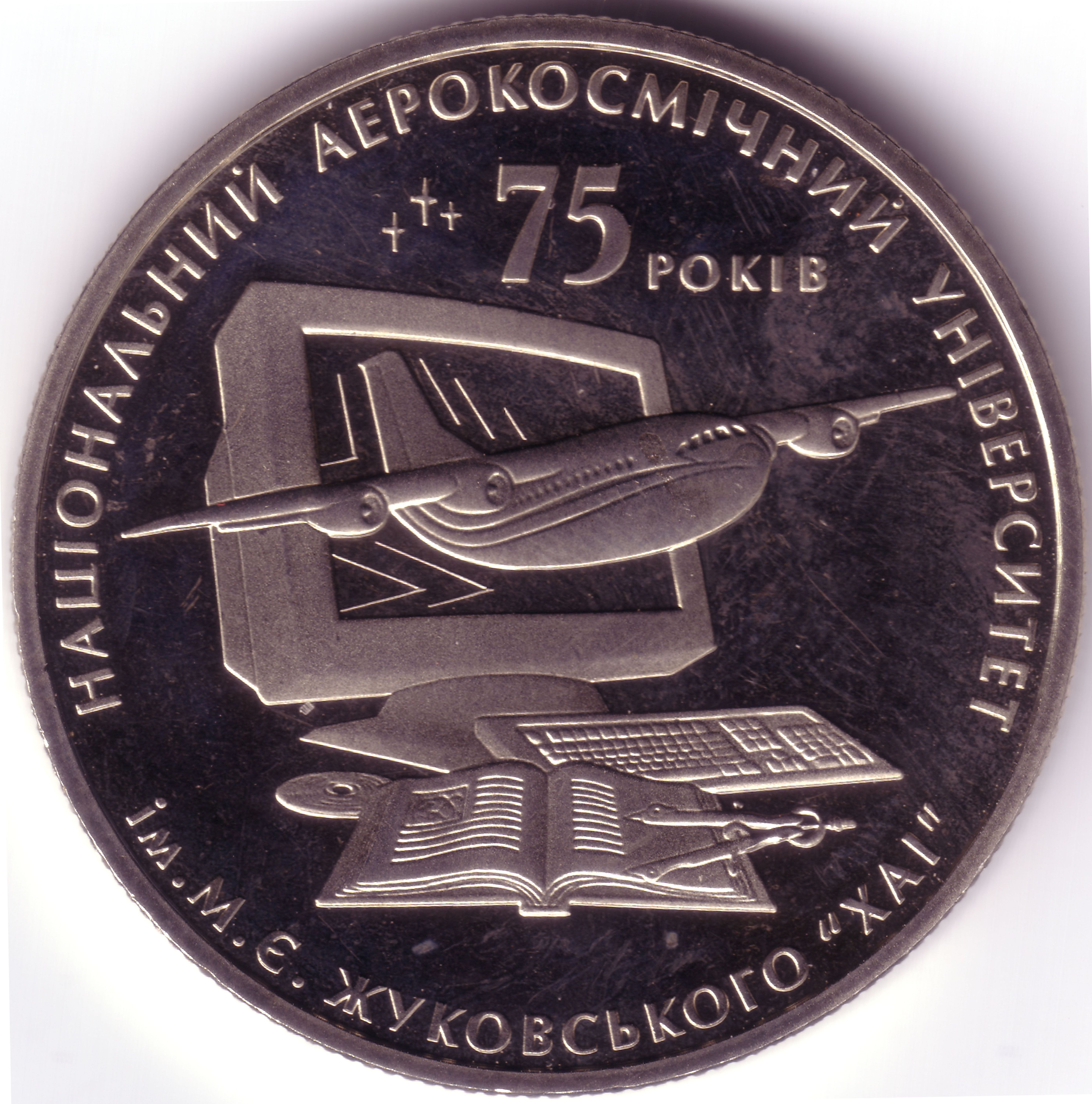
Монета України «75 років ХАІ» (реверс)

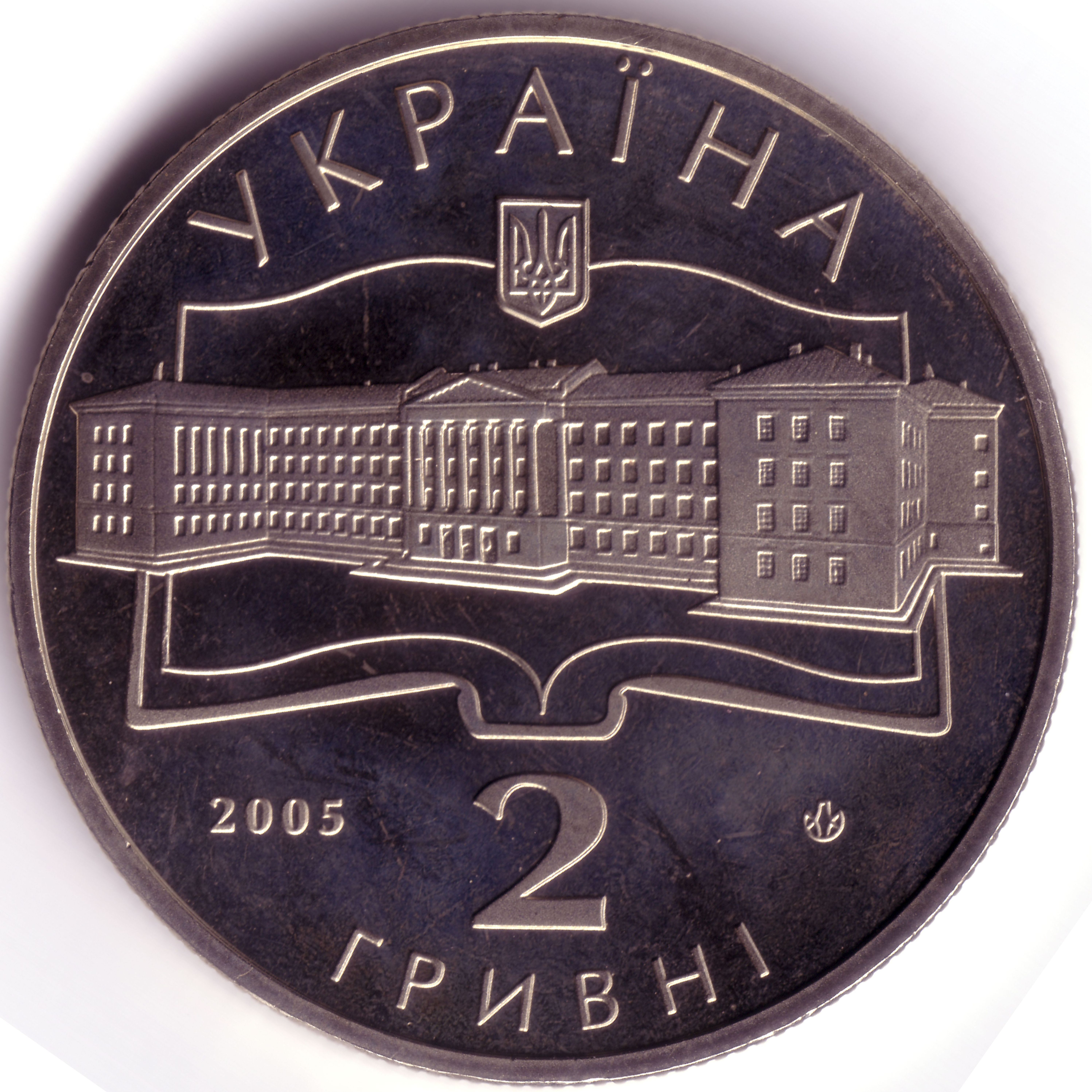
Монета України «75 років ХАІ» (аверс)

З відновленням у 1991 р. незалежної України ХАІ став єдиним інститутом країни, що здійснює комплексну підготовку фахівців для авіаційно-космічної галузі.
В 1992 р. уперше в історії ХАІ почав навчання іноземних громадян, був створений факультет економіки та менеджменту. В 1999 р. утворений ще один факультет — гуманітарний.
У серпні 1998 р. на базі ХАІ був створений Державний аерокосмічний університет ім. М. Є. Жуковського «ХАІ».
11 вересня 2000 р. університету надано статус національного і найменування — Національний аерокосмічний університет ім. М. Є. Жуковського «Харківський авіаційний інститут».

### ХАІ під час російського вторгнення в Україну (з 2022)
Національний аерокосмічний університет ім. М. Є. Жуковського «Харківський авіаційний інститут» одним із перших зустрів війну в Харкові. ХАІ розташований на півночі міста, до кордону з РФ — менш як 30 кілометрів.
Поряд з вишем, на перехресті, 27 лютого 2022 року відбувся бій з російською ДРГ на очах співробітників ХАІ та мешканців сусідніх із ХАІ будинків, які ховалися у бомбосховищі університету.
Протягом російсько-української війни ХАІ, який розташований на півночі Харкова, постійно потерпав від обстрілів. Постраждав кожен корпус, гуртожитки, складські та господарські приміщення.
В період лютий-вересень 2022, коли російські війська були неподалік від міста, обстріли були з артилерії та РСЗВ. Потім ракетами комплексів С-300 та КАБами.
Снаряди російської армії 28 березня 2022 року прилетіли на територію Національного аерокосмічного університету ім. М. Є. Жуковського «Харківський авіаційний інститут». Уламком поранило перехожого. Зазнали пошкоджень будівля манежу і ДМС-3 (пошкоджено скло у деяких приміщеннях).
Вдень 27 червня 2024 року окупати скинули авіабомби на Київський район Харкова. Були пошкоджені будівлі Національного аерокосмічного університету ім. Жуковського «ХАІ», гуртожитки та будинки поряд.
У прокуратурі повідомили, що війська РФ уперше використали для ударів по Харкову ФАБ-500 з УМПК (500-кілограмова фугасна авіаційна бомба з уніфікованим модулем планування і корекції).
2 вересня 2024 року керована авіабомба упала безпосередньо на територію вишу, пошкодила корпуси, спорткомплекс та забудову навколо. «Основний удар прийшовся по Харківському авіаційному інституту. Внаслідок обстрілу КАБ Пошкоджено будівлю басейну, пошкоджено споруду електрощитової та будівлю їдальні, головний корпус (вибито 165 вікон, 61 кабінетних дверей та 2 вхідних дверей), пошкоджено стелю приміщень та коридорів.» — повідомив очільник ХОВА Олег Синєгубов. В університеті були поранені четверо співробітників.
Університет оперативно ліквідовує результати обстрілів.
Відповідно до наказу Міністерства освіти і науки України від 3 березня 2025, на підставі законів України «Про засудження та заборону пропаганди російської імперської політики в Україні і деколонізацію топонімії» та «Про засудження комуністичного та націонал-соціалістичного тоталітарних режимів та заборону використання їх символіки» Національний аерокосмічний університет ім. М. Є. Жуковського  «Харківський авіаційний інститут» був перейменований на Національний аерокосмічний університет «Харківський авіаційний інститут».
Вночі 26 липня 2025 року російські війська завдали комбінованого масованого удару по Київському району Харкова. Пошкоджено, зокрема, спортивний манеж ХАІ.

## Структура, спеціальності

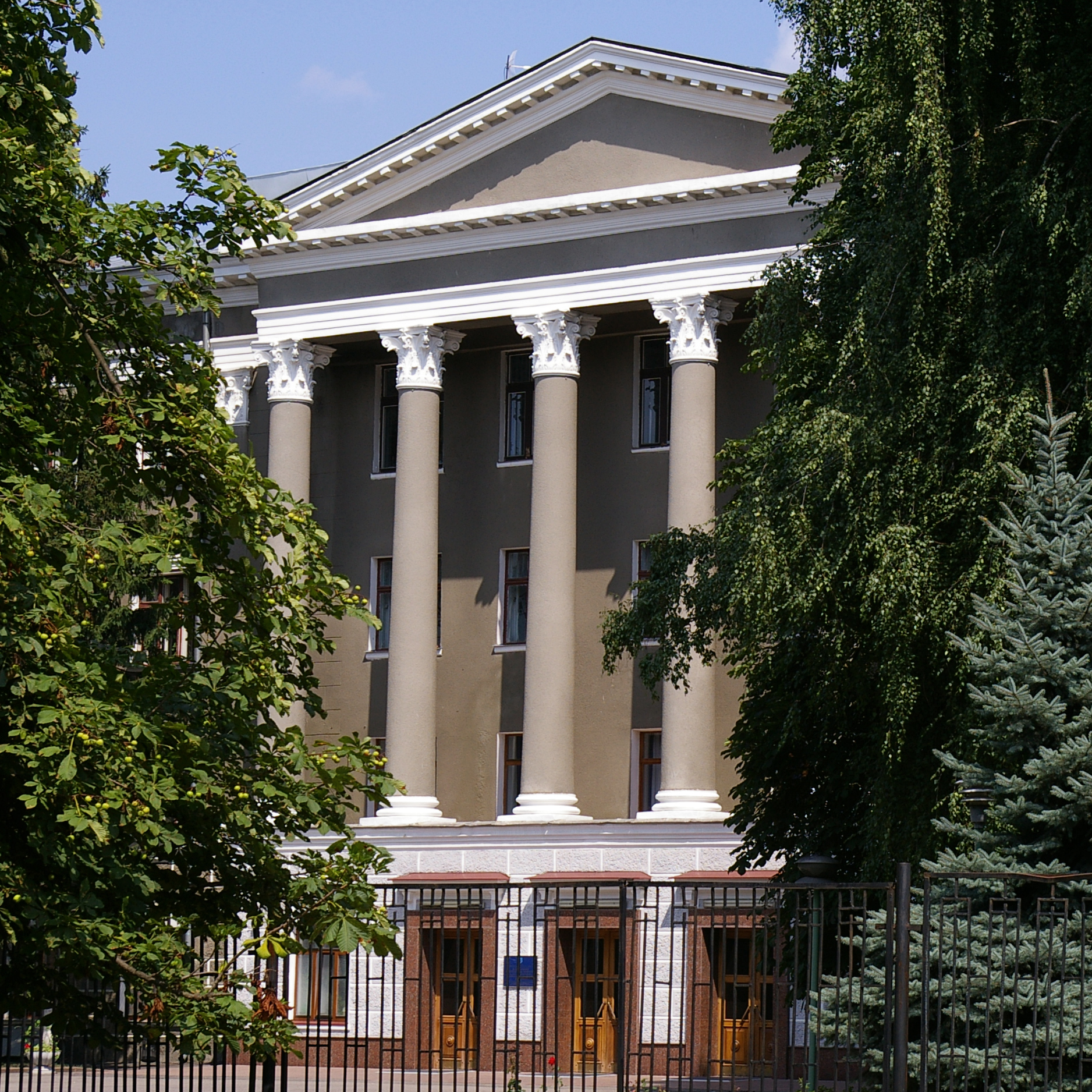
Головний корпус ХАІ

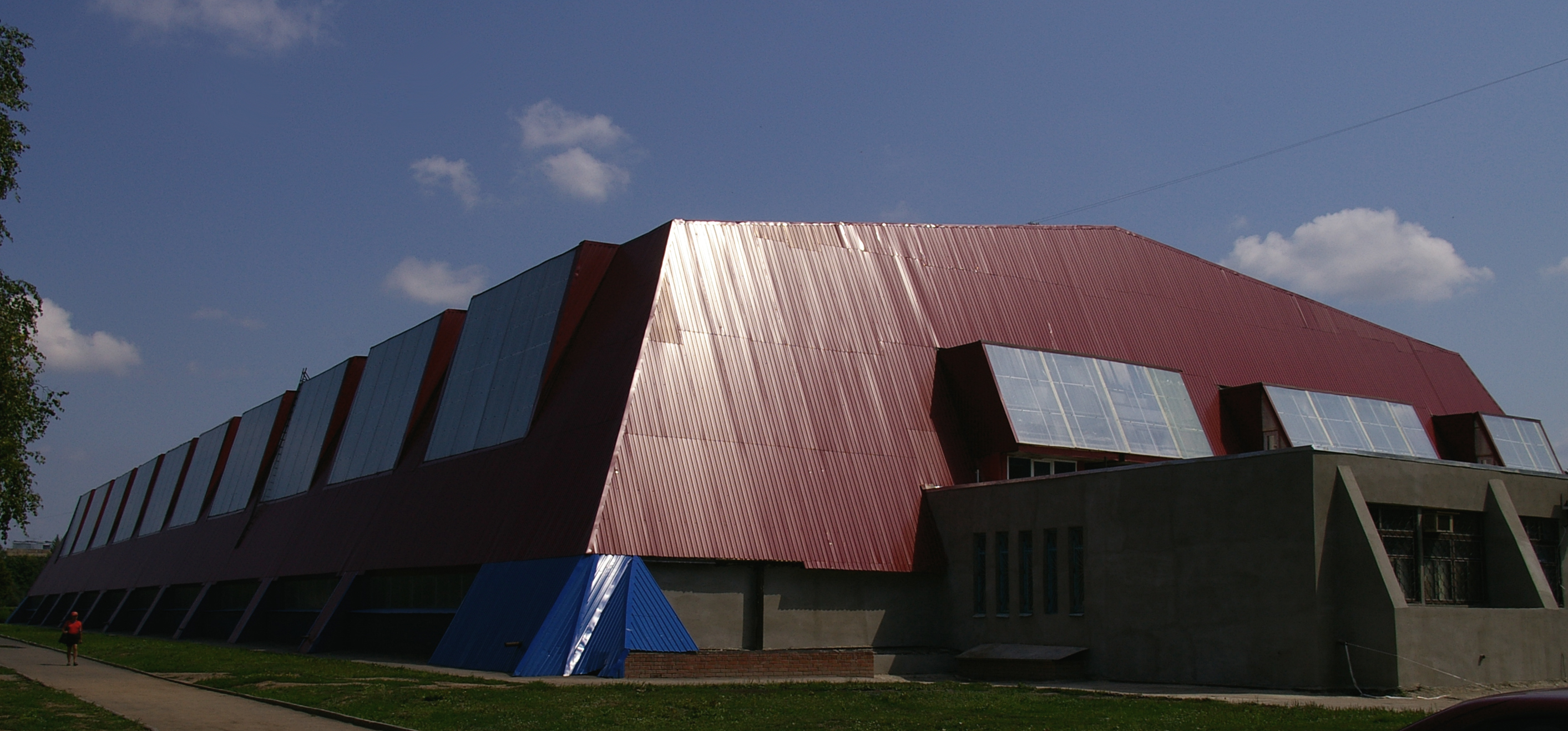
Спортивний комплекс ХАІ

Бузкова прохідна (прохідна відділу кадрів) ХАІ (з боку вул. Ак. Проскури)

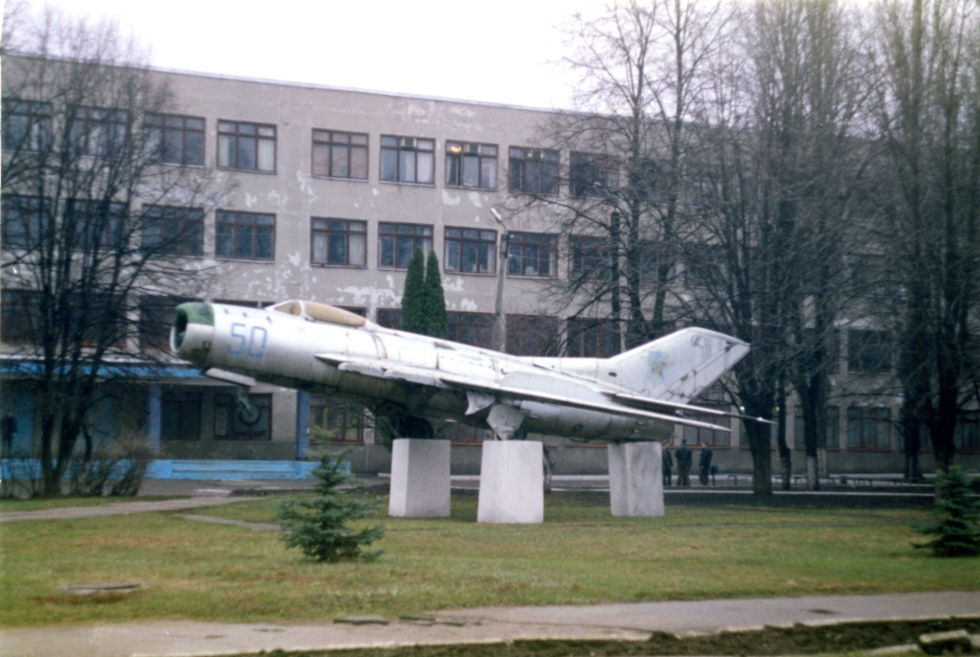
МіГ-19 перед корпусом К-2

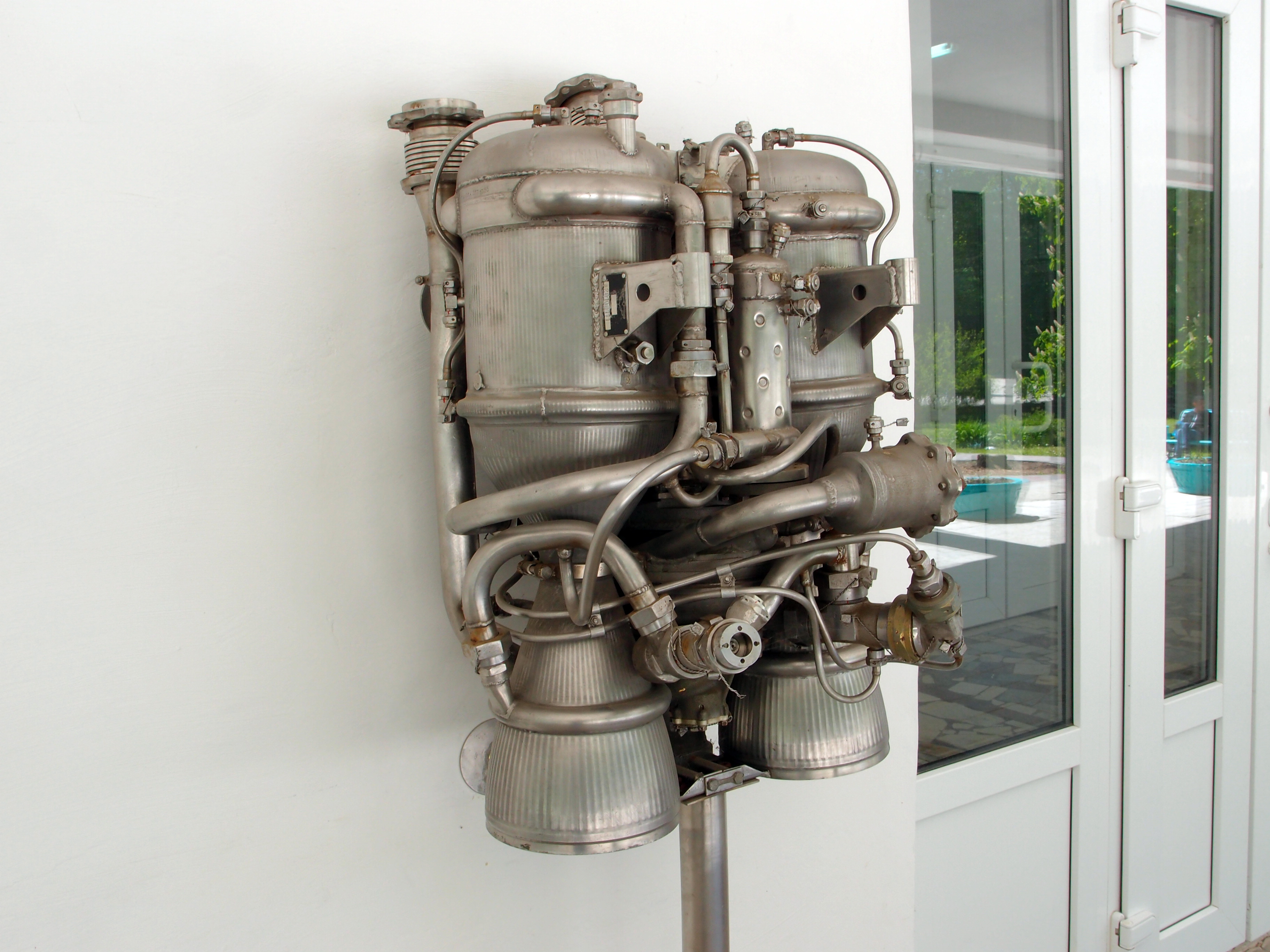
Ракетний двигун біля входу в корпус ЛК

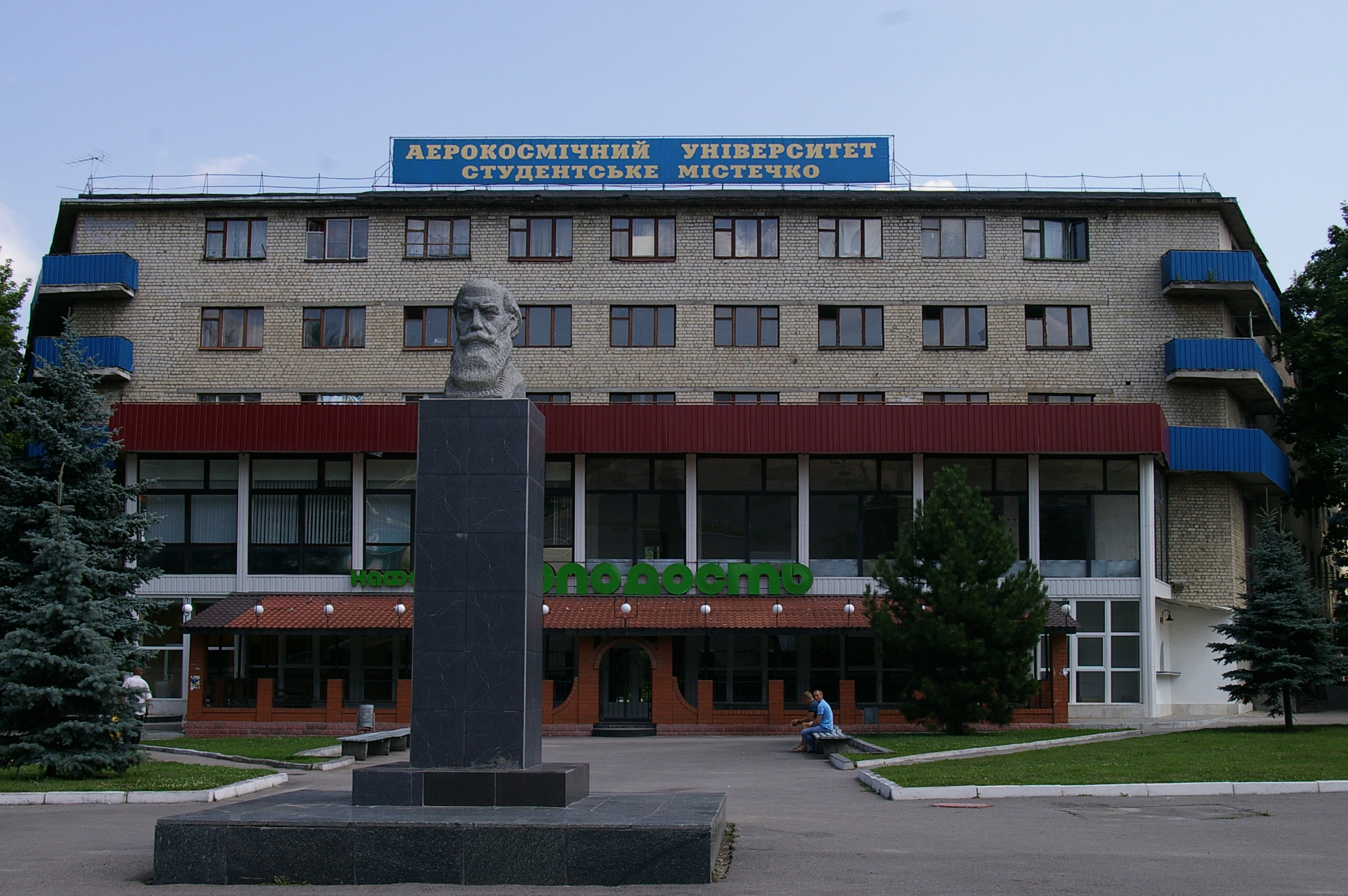
Студмістечко (гуртожиток ХАІ-7 та ХАІ-8)

Спеціальності по факультетах:

### Факультет літакобудування (№1)
- Літаки та вертольоти;
- Технологія літако- та вертольотобудування;
- Аеродинаміка
- Динаміка і міцність машин;
- Інформаційні технології проєктування;
- Екологія та охорона навколишнього середовища;
- Якість, стандартизація та сертифікація;
- Експертиза товарів та послуг

### Факультет авіаційних двигунів (№2)
- Авіаційні двигуни та енергетичні установки;
- Технологія будування авіаційних двигунів;
- Теплофізика;
- Газотурбінні установки та компресорні станції;
- Робототехнічні системи та комплекси;

### Факультет систем управління літальних апаратів (№3)
- Системи управління літальними апаратами і комплексами;
- Системи управління і автоматики;
- Інформаційні управляючі системи і технології;
- Інформаційно-вимірювальні системи;
- Метрологія та вимірювальна техніка;
- Прикладна математика;
- Комп'ютерно-інтегровані технологічні процеси та виробництва;
- Соціальна інформатика

### Факультет ракетно-космічної техніки (№4)
- Ракетні та космічні комплекси;
- Двигуни ракетно-космічних літальних апаратів;
- Двигуни та енергетичні установки літальних апаратів;
- Конструювання та виробництво виробів із композиційних матеріалів;
- Інформаційні технології проєктування;
- Двигуни внутрішнього згоряння;
- Машини та технології пакування;
- Системний аналіз та управління;
- Нетрадиційні джерела енергії;
- Енергетичний менеджмент;
- Геоінформаційні системи та технології

### Факультет радіотехнічних систем літальних апаратів (№5)
- Виробництво електронних засобів;
- Біотехнічні та медичні апарати і системи;
- Електронна побутова апаратура;
- Апаратура радіозв'язку, радіомовлення і телебачення;
- Радіоелектронні пристрої, системи і комплекси;
- Технології та засоби телекомунікацій;
- Комп'ютерні системи та мережі;
- Програмовані мобільні пристрої та Інтернет речей;
- Системне програмування;
- Безпека інформаційних та комунікаційних систем;
- Кібербезпека індустріальних систем;
- Інформаційні мережі зв'язку

### Факультет програмної інженерії та бізнесу (№6)
- Економіка;
- Менеджмент;
- Інженерія програмного забезпечення;
- Фінанси та кредит;
- Облік та аудит;
- Маркетинг;
- Управління проєктами;
- Логістика.

### Гуманітарно-правовий факультет (№7)
- Право;
- Психологія;
- Прикладна лінгвістика;
- Документознавство та інформаційна діяльність

## Керівництво
В 1976—1983 роках ХАІ очолював Кононенко Вадим Григорович.
В 1983—1998 роках — Березюк Микола Тимофійович.
В 1998—2017 роках університет очолював Кривцов Володимир Станіславович.
В 2017—2023 роках очолював ХАІ — Нечипорук Микола Васильович.
З травня по серпень 2023 року виконувач обов'язків ректора — Павліков Володимир Володимирович.
З вересня 2023 року виконувач обов'язків ректора — Литвинов Олексій Миколайович.

## Студентські традиції

### Тисяча й одна ніч
Відзначається 1001 ніч із моменту вступу до вишу. Звичайно припадає на 28-29 травня. Основні атрибути свята — дипломи та прапор. Найпопулярніші місця проведення: Есхар, Старий Салтів, Геніївка.[джерело?]

### Катання на тазиках
Проводиться після захисту диплома в студентському гуртожитку. Існує два основних способи: по сходових прольотах самостійно та за допомогою студентів молодших курсів.[джерело?]

## Бібліотека
Фонд — 902 000 томів.